# Roberto Mangosi
Roberto Mangosi (Velletri, 15 agosto 1958) è un disegnatore e pittore italiano.

## Biografia
Vignettista ed illustratore, ha iniziato la sua carriera di umorista all'età di 18 anni. Al suo attivo conta numerose collaborazioni con pubblicazioni nazionali ed internazionali, tra le quali Il Male, Il Giornale d'Italia, Linus, La Settimana Enigmistica, Playboy, The Artist e Domenica Quiz.
Ha ricevuto importanti premi e riconoscimenti nei più prestigiosi e popolari concorsi di grafica, come il Salone Internazionale dell'Umorismo di Bordighera (Dattero d'Oro e Premio Consiglio d'Europa 1997), la Biennale dell'Umorismo nell'Arte di Tolentino, le Rassegne Nazionali di Dolo, Lanciano, Borgomanero, Città di Castello, Falcomics e gli International Cartoon Contests di Krusevac (Jugoslavia) e Haifa (Israele).
Sue opere sono inoltre custodite nei maggiori musei di humor e documentazione grafica, come il Museo di Storia Contemporanea di Parigi.
È anche il creatore e direttore artistico del sito Ohmygoodness.com, secondo al mondo in materia di cartoline virtuali fino al 2002. Il suo libro più famoso, Crazy Kamasutra, è stato stampato in numerosi paesi e riprodotto su migliaia di pagine web.